# Easy Software

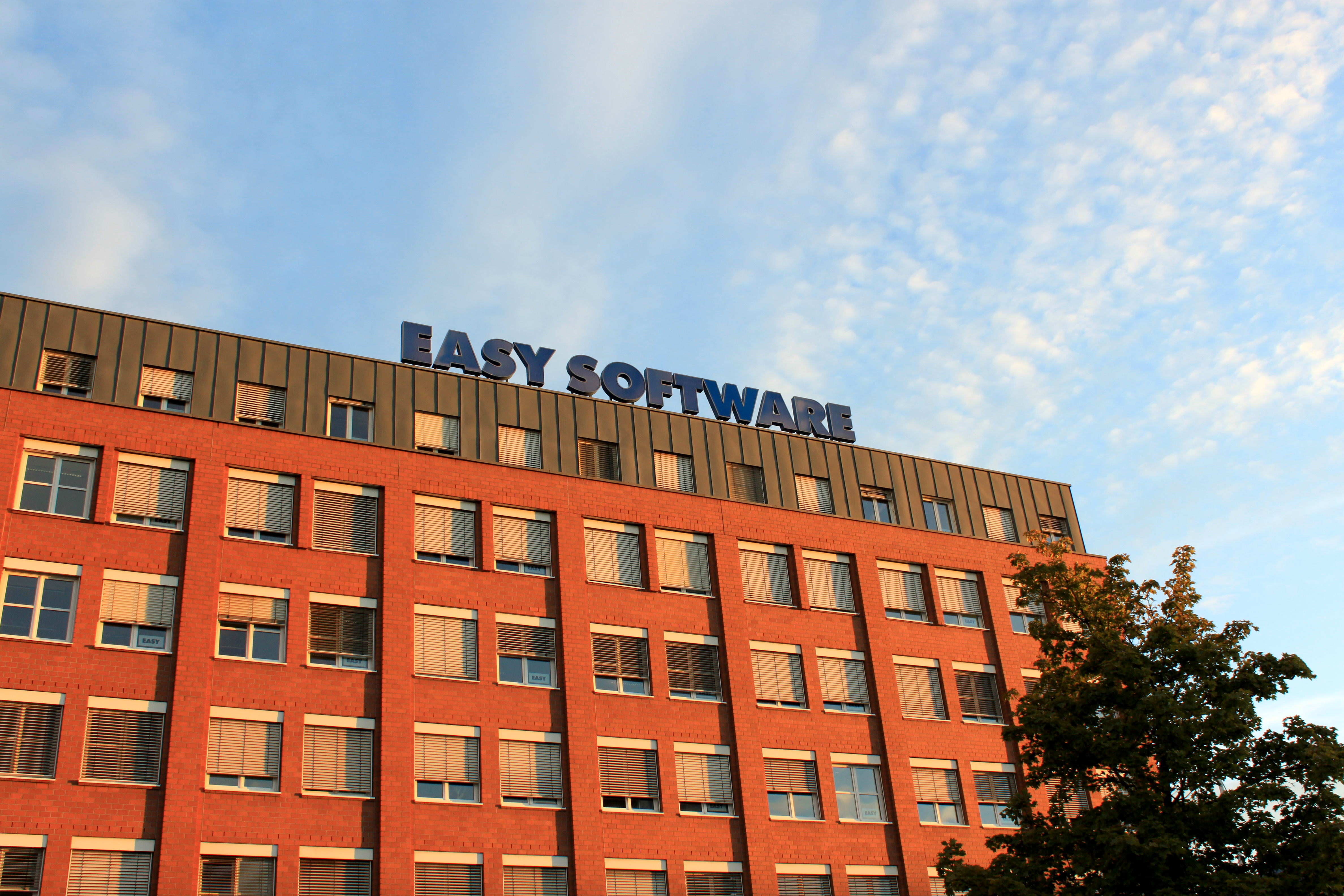
Ehemaliger Hauptsitz der Easy Software AG in Mülheim an der Ruhr

Die Easy Software AG ist ein deutscher Softwarehersteller. Das Unternehmen mit Hauptsitz in Essen entwickelt seit seiner Gründung im Jahr 1990 Software für die elektronische Beleg- und Datenarchivierung sowie das Management von Dokumenten und Inhalten (Enterprise-Content-Management). Die Software dient zur Erfassung von Massendaten, zur Strukturierung des Dokumentenflusses und zur revisionssicheren Langzeitarchivierung.
Die Easy Software AG hat eine internationale Vertriebsstruktur, die vom indirekten Vertrieb über Partner geprägt ist. Die Software wird praktisch ausschließlich von Geschäftskunden eingesetzt.

## Geschichte
1990 wurde die „EASY – Elektronische Archiv SYsteme GmbH“ mit Sitz in Düsseldorf gegründet. Im Jahr 1992 wurde der Firmensitz nach Mülheim an der Ruhr verlegt. 1994 entstand die Easy Software GmbH in Salzburg, um ein flächendeckendes Partnernetz für Österreich zu installieren. 1998 wurde die Easy Software GmbH in eine Aktiengesellschaft umgewandelt. Seit 1999 war das Unternehmen im Neuen Markt an der Frankfurter Wertpapierbörse notiert (WKN 563400). 2001 wurde die Easy Software (UK) PLC für die Betreuung der Partner in Großbritannien gegründet. 2003 wechselte die Easy Software AG in das Börsensegment Geregelter Markt (heute: Regulierter Markt). Seit Juli 2007 baut die Easy Software (Asia Pacific) ein Netzwerk zertifizierter Partnerunternehmen in der Region auf. Im gleichen Jahr nahm die Easy Software Inc. in Exton, Pennsylvania, das Geschäft für die USA und Kanada auf. Die Easy Enterprise Services GmbH operiert seit Beginn 2011 aktiv am Markt. Ziel ist die Fokussierung auf Zukunftsthemen im ECM-Umfeld und die Entwicklung neuer Marktsegmente für die Easy Software AG. 2012 gründete die Easy Software AG ein Tochterunternehmen in der Türkei, die Easy Software TÜRKíE Lte. Sti. mit Sitz in Istanbul.
Mit dem Amtsantritt von Vorstand Willy Cremers im Oktober 2013 startete die Easy Software AG einen Transformationsprozess bis in das Jahr 2016. Seitdem positioniert sich das Unternehmen als Spezialist für Digitalisierung und die Automatisierung von bislang analogen Geschäftsprozessen. Im Zuge dessen übernimmt die Easy Enterprise Services GmbH die Entwicklung und Vermarktung mobiler Lösungen im Kontext von Apps, Cloud und Mobilität. Im Frühjahr 2022 verlegte das Unternehmen seinen Sitz nach Essen. Die Zentrale des Unternehmens befindet sich seitdem im Medienhaus der Funke Mediengruppe im Essener Stadtzentrum.
Im November 2023 akquirierte die Easy Software AG den ECM-Hersteller Proxess GmbH. Seitdem agiert Proxess als formal eigenständige Gesellschaft innerhalb der Easy Gruppe, arbeitet dabei aber eng mit der Muttergesellschaft zusammen. In kurzer Folge auf diese Akquisition verkündeten die Easy Software AG und Proxess GmbH ihre Zugehörigkeit zur neu gegründeten Conrizon AG. Diese Holding dient den etablierten ECM-Marken als Dachgesellschaft und konzentriert sich auf KI-gestütztes Informationsmanagement mit Fokus auf Softwarelösungen für revisionssichere Archivierung, Rechnungseingangsverarbeitung, Vertragsmanagement, Personalmanagement und weitere Einsatzbereiche.

## Konzernstruktur

### Aufsichtsrat
- Richard Wiegmann, Vorsitzender des Aufsichtsrates
- Stephen Paul Rowley, Stellvertretender Vorsitzender des Aufsichtsrates
- Zakary Scott Ewen
- Robert David Tabors

### Vorstand
- Andreas Zipser, Vorstandsvorsitzender (CEO)
- Ulrich Edelmann (CFO)

### Standorte
Easy Software AG mit Hauptsitz in Essen (Ruhr) hat Beteiligungen an folgenden Tochterunternehmen an den genannten Standorten:
- Essen: Easy Software Deutschland GmbH (100 %)
- Leipzig: Easy Apiomat GmbH (81,23 %)
- Salzburg, Österreich: Easy Software GmbH (100 %)
- Suffolk, Vereinigtes Königreich: Easy Software (UK) Ltd. (100 %)
- Exton, Pennsylvania, USA: Easy Software Inc. (100 %)
- Rietheim-Weilheim (Tuttlingen): Proxess GmbH (100 %)
  - Koblenz: Proxess GmbH Niederlassung
  - Thayngen, Schweiz: Proxess GmbH Niederlassung

Stand: 2025
Die Easy Software AG arbeitet mit einem flexiblen Standort-Konzept, sodass Standort und Zugehörigkeit der Mitarbeitenden zu einer bestimmten Tochtergesellschaft nicht zwingend korrelieren müssen. Die Mehrheit der Beschäftigten des Unternehmens ist bei der Easy Software AG beschäftigt.

## Produkte & Lösungen
Easy Software entwickelt Dokumentenmanagement-Software für gängige Betriebssysteme, Arbeitsumgebungen und Dateiformate und stellt diese lokal, hybrid und in der Cloud zur Verfügung. Die Software integriert sich in andere Systeme von Herstellern wie SAP, Microsoft und anderen Anbietern. Easy Software bietet zertifizierte Lösungen für verschiedene Branchen und Abteilungen, beispielsweise eine Digitale Personalakte, Vertragsmanagement und automatisierte Verarbeitung von Eingangsrechnungen.

### Kernprodukte
Seit einer öffentlich kommunizierten strategischen Neuausrichtung im Jahr 2022 und 2023 bedient Easy Software in der Hauptsache vier Kernprodukte samt einiger dazugehörigen Konnektoren und Schnittstellen:
- easy archive ermöglicht die digitale Archivierung von Daten und Dokumenten für rechtssichere Aufbewahrung und standortunabhängigen Zugriff samt Volltextsuche.
- easy invoice erfasst eingehende Rechnungen und leitet diese durch einen automatisierten Prüfungs- und Genehmigungsprozess. Die Option easy invoice smart bietet seit 2023 ein standardisiertes Cloud-Paket, das ohne umfangreiche Konfiguration einsatzbereit ist.
- easy contract unterstützt den Lebenszyklus eines Vertrags, indem es eine Übersicht über alle abgeschlossenen Verträge bietet und die Erstellung neuer Verträge inklusive rechtsverbindlicher digitaler Unterschriften mitverwaltet.
- easy hr umfasst eine digitale Personalakte sowie ein Recruiting- und Ausbildungsmanagement mit Self-Services für Mitarbeitende.

Das Archiv, das sämtlichen Kernprodukten als Basis dient, ist zertifiziert nach den anerkannten Prüfstandards IDW PS-880 und ISAE 3000.

### Historische Lösungsarchitektur
Zuvor gab 2016 Vorstand Willy Cremers die zu diesem Zeitpunkt neue Lösungsarchitektur der Easy Software AG bekannt. Seit Ende September 2016 bot Easy Software seinen Kunden vier Suiten an: die PCM Suite „SAP“, die ECM Suite „Open System“, die SPIRIT Suite „Anywhere“ sowie die SERVICE Suite „at your Service“. Alle Angebote waren nach den gleichen Grundsätzen aufgebaut: einem Basis-Element, einem 2Design-Element und einem 2Go-Element. Diese historische Lösungsarchitektur des Unternehmens setzte sich wie folgt zusammen:
- ECM Suite „Open System“
  - Easy Archive
  - Easy Capture Plus
  - Easy Client
  - Easy Contract
  - Easy Discovery
  - Easy DMS
  - Easy for Microsoft Line
  - Easy for Notes Line
  - Easy for SAP Line
  - Easy HR
  - Easy Interface
  - Easy Invoice
  - Easy View
  - Easy Workflow
- PCM Suite SAP
  - Personalmanagement in SAP
  - Finanzen in SAP
  - Logistik in SAP
  - Immobilienmanagement
- Service Suite „at your Service“
  - Beratung
  - Academy
  - Support
- Spirit Suite „Anywhere“
  - Entwicklungsplattform

## Tochtergesellschaften
Das Portfolio der Easy Software AG umfasst unter anderem das Produktangebot der 2023 akquirierten Proxess GmbH. Die Software der Proxess GmbH fokussiert sich auf digitale Archivierung und digitales Dokumentenmanagement, inklusive angrenzender Funktionen wie Belegerfassung, Vertragsmanagement und automatisierte Arbeitsabläufe. Als Basis dienen etablierte Standards für Datenbanken, Dateiformate und Server-Betriebssysteme.
- Proxess DMS und Habel DMS (revisionssichere Archivierung und Verwaltung von Dokumenten und Daten)
- Proxess Workflow (digitale Automatisierung dokumentenbasierter Arbeitsabläufe)
- Proxess Belegleser (digital automatisiertes Rechnungsmanagement)
- Proxess Vertragsmanagement (digital automatisiertes Vertragsmanagement)
- Proxess E-Mailarchivierung (gesetzeskonforme Archivierung geschäftsrelevanter E-Mail)

## Soziales Engagement
Die Easy Software AG ist langjähriger Partner der gemeinnützigen AfB green & social IT. Im Rahmen der Kooperation spenden die Easy Software AG und ihre Tochtergesellschaften sämtliche ausrangierte Hardware wie Notebooks, Smartphones und mehr an die gemeinnützige Organisation. Dort wird die gebrauchte Hardware gemeinsam von Menschen mit und ohne Behinderung fachgerecht für Wiederverwendung durch Dritte aufbereitet (Refurbishing) oder für sachgemäßes Recycling vorbereitet. So leistet diese Kooperation nicht nur einen Beitrag zu Nachhaltigkeit in Bezug auf Ressourcen, sondern auch bezüglich sozialer Inklusion.
An der Hochschule Ruhr West in Mülheim an der Ruhr initiierte easy 2019 eine Stiftungsprofessur für Angewandte Künstliche Intelligenz. Die Stiftungsprofessur verfolgte das Ziel, die Entwicklung zukunftsgewandter Technologien in der Region zu fördern. Besetzt wurde die Stelle 2021 mit der Professorin Dr. Anne Stockem Novo, die europaweite Erfahrung in Projekten rund um Automatisierung, Maschinelles Lernen und weiteren KI-Technologien vorweist.
Über mehrere Jahre lieferte die Easy Software AG finanzielle Unterstützung für das kommunale Stadtteilprojekt „Naturerlebniswochen“ in Mülheim an der Ruhr. Im Rahmen der Naturerlebniswochen erhalten Kinder aus urbanen Wohnregionen umfangreiche Gelegenheiten, mit der Natur in Berührung zu kommen und lernen mehr über verschiedene Pflanzenarten oder Bauernhoftiere. Der Beitrag der Easy Software AG ermöglichte den Kindern eine kostenlose Teilnahme am Angebot.

## Auszeichnungen
Die Easy Software AG erhielt drei Auszeichnungen des Rats für Formgebung für die Neupositionierung der Marke im Jahr 2023. Die Prämierungen mit dem German Design Award und zweifach mit dem German Brand Award prämieren die erfolgreiche Neuausrichtung der Marke Easy Software.

## Schadensersatzforderungen und Betrugsvorwürfe
Im Juni 2011 wurde gegen einen Vorstand des Unternehmens ein Strafverfahren wegen des Verdachts auf Veruntreuung von Firmengeldern eingeleitet und dieser vom Vorstandsposten abberufen. Die Staatsanwaltschaft Essen leitete einen Prozess vor der Wirtschaftskammer im April 2012  ein.
2012 stellte Easy Software Schadensersatzklage in Millionenhöhe gegen zwei ehemalige Aufsichtsratsmitglieder sowie einen weiteren ehemaligen Vorstand. Auf der Jahreshauptversammlung des Jahres verweigerten die Aktionäre den Beschuldigten die Entlastung. Stattdessen beschloss die Versammlung die Beauftragung eines Wirtschaftsprüfers, um die Geschäftsbeziehungen zwischen Easy Software und den diversen Gesellschaften des Firmengeflechts eines der Beteiligten zu untersuchen. Der im Februar 2013 veröffentlichte Sonderprüfungsbericht offenbarte „Leistungsbeziehungen mit der sbr health it GmbH, die zu einem finanziellen Nachteil für die Easy Software AG in Höhe von TEUR 1.778 geführt haben.“ Der Aufsichtsratsvorsitzende musste sein Amt im August 2013 niederlegen. Das Landgericht Duisburg verurteilte ihn am 13. Januar 2016 zu einer Schadensersatzzahlung an das Unternehmen in Höhe von gut 1,5 Millionen Euro. Laut Gericht hatte er den Erlös aus einem Beteiligungsverkauf des Unternehmens privat eingestrichen.